# Dallas Open 2022
Dallas Open 2022 — тенісний турнір, що проходив на кортах з твердим покриттям у місті Dallas, США з  7 до 13 лютого. Належав до категорії ATP 250.

## Фінальна частина

### Одиночний розряд
Рейллі Опелка —  Дженсон Бруксбі 7–6(7–5), 7–6(7–3)

### Парний розряд
Марсело Аревало /  Жан-Жульєн Роєр —  Гаррі Геліоваара /  Ллойд Гласспул 7–6(7–4), 6–4